# Disciphania juliflora
Disciphania juliflora är en tvåhjärtbladig växtart som beskrevs av Rupert Charles Barneby. Disciphania juliflora ingår i släktet Disciphania och familjen Menispermaceae. Inga underarter finns listade i Catalogue of Life.